# Florida International University
Florida International University (FIU) este o universitate publică de cercetare din Miami, Florida, Statele Unite ale Americii. FIU are două mari campusuri în comitatul Miami-Dade, cu campusul principal în University Park. Florida International University este clasificată ca o universitate de cercetare cu activitate de cercetare de cel mai înalt nivel de către Fundația Carnegie și o universitate de cercetare de către Legislatura Floridei.
FIU este cea mai mare universitate din Florida de Sud, a 2-a cea mai mare din Florida și a 4-a ca mărime din Statele Unite ale Americii după numărul studenților înmatriculați. În toamna anului 2016 erau 55.112 de studenți înmatriculați, inclusiv 8.770 de studenți la cursurile postuniversitare. Potrivit clasificării și recenziilor US News, 92% dintre studenții FIU locuiau în afara campusului, în timp ce doar 8% dintre studenți locuiau în locuințe „deținute de colegiu, administrate de colegiu sau afiliate colegiului”.

## Istoric

### Fondare: 1943-69
Istoria fondării Florida International University a început în 1943, când senatorul Ernest „Cap” Graham (tatăl viitorului guvernator al statului Florida și senator american Bob Graham) a prezentat legislaturii statului propunerea inițială pentru înființarea unei universități publice în Florida de Sud. Chiar dacă moțiunea sa nu a trecut, Graham a persistat în prezentarea acestei propuneri colegilor săi, arătându-e necesitatea existenței unei universități de stat la Miami. El a considerat că înființarea unei universități publice era necesară pentru a ține pasul cu creșterea populației orașului.
În 1964, proiectul de lege 711 a fost introdus de către senatorul de Florida Robert M. Haverfield. El a instruit Consiliul Educației din statul Florida pentru a începe planificarea înființării unei universități de stat la Miami. Legea a fost semnată de guvernatorul W. Haydon Burns în iunie 1965, marcând fondarea oficială a FIU.

### Președinți
| Președinte           | Mandat    |
| -------------------- | --------- |
| Charles Perry        | 1965-1976 |
| Harold Crosby        | 1976-1979 |
| Grigorie Baker Wolfe | 1979-1986 |
| Modesto A. Maidique  | 1986-2009 |
| Mark B. Rosenberg    | din 2009  |

## Campus
Florida International University are două campusuri în Miami: campusul principal, University Park, și campusul regional, Biscayne Bay Campus, precum și mai multe campusuri și unități de cercetare prin întreaga Florida de Sud, în Tianjin, China, și în Nervi și Genova, Italia.

### Studii în străinătate
Studenții FIU pot studia, de asemenea, în străinătate la Paris, Franța, prin intermediul MICEFA.

## Absolvenți notabili
FIU are în prezent peste 180.000 de absolvenți din întreaga lume din mai mult de 30 de țări. FIU acordă anual mai mult de 10.000 de diplome de absolvire, adică mai mult de jumătate din toate diplomele acordate de universitățile din Miami. Serviciile pentru absolvenți sunt administrate de Florida International University Alumni Association, care sponsorizează anual numeroase evenimente, gale și ceremonii ale absolvenților.
În colaborare cu Biroul de Relații cu Absolvenții, Divizia de Relații Externe publică trimestrial o revistă de știri pentru absolvenți, „FIU Magazine”. Revista FIU este distribuită gratuit tuturor absolvenților, profesorilor și donatorilor FIU.

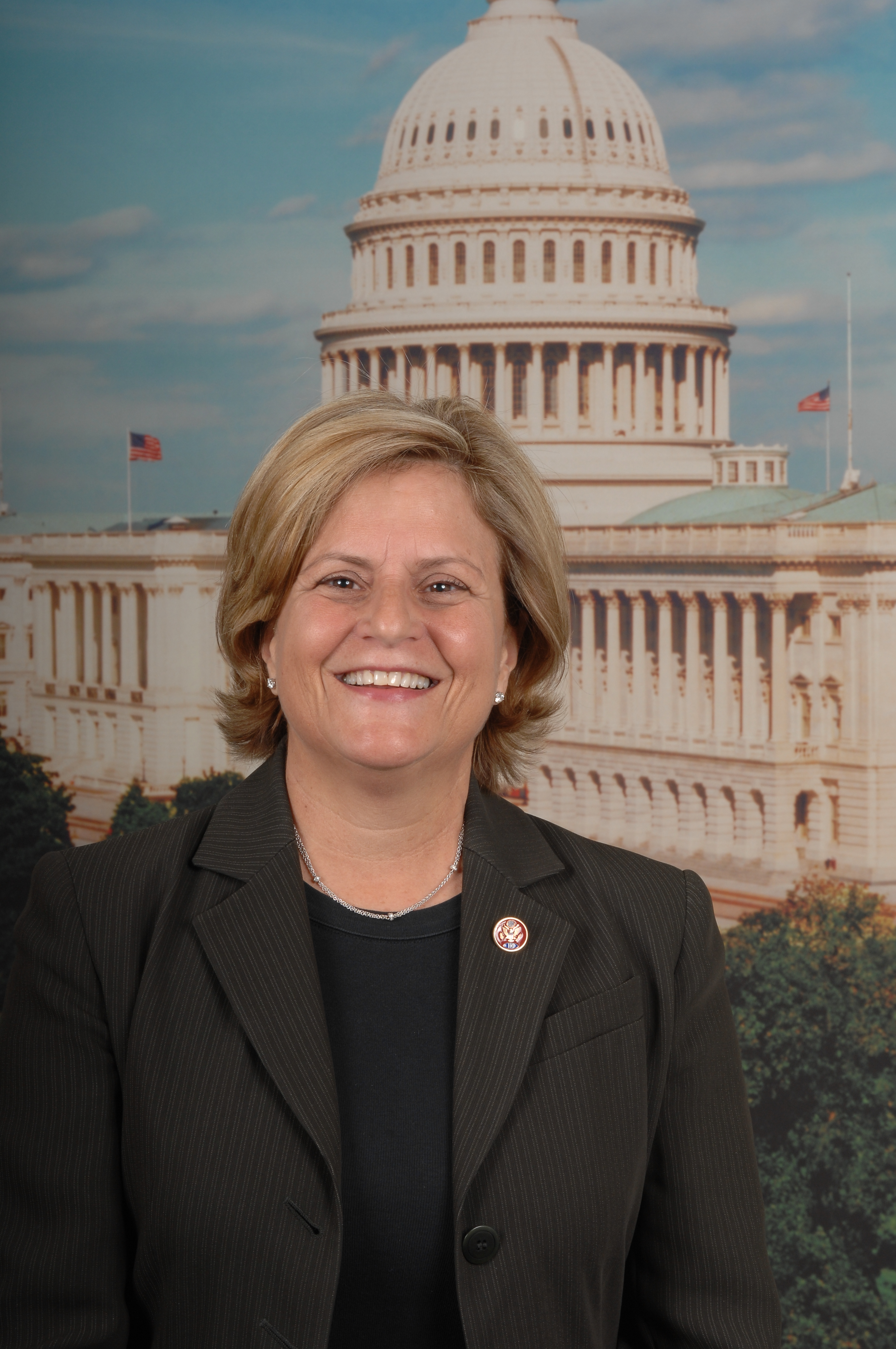
Ileana Ros-Lehtinen (1975 & 1986) - membră a Camerei Reprezentanților
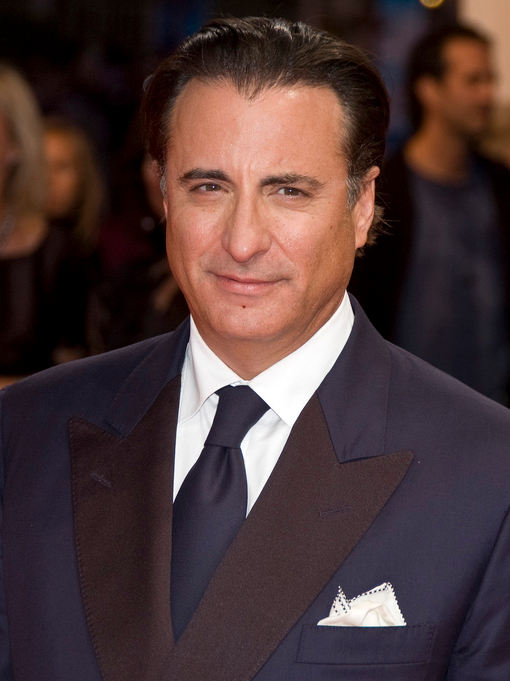
Andy García - actor
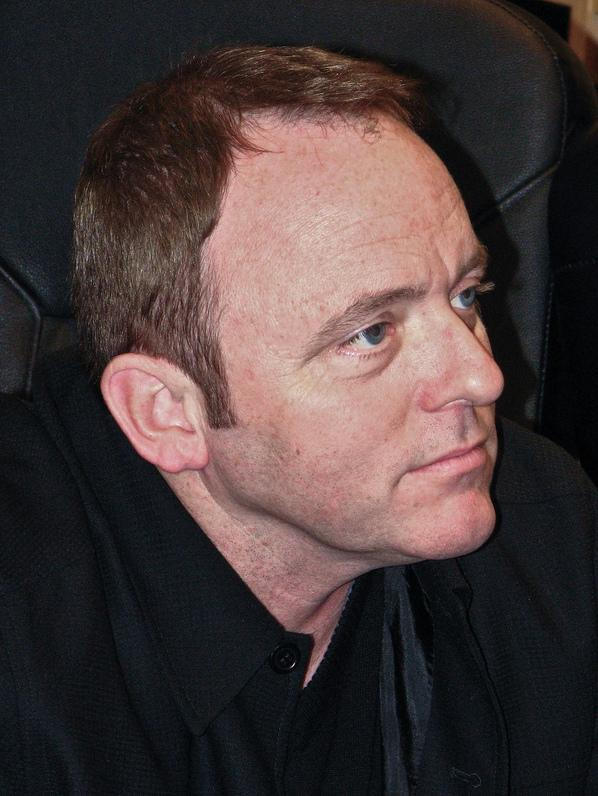
Dennis Lehane (2001) - romancier și scenarist
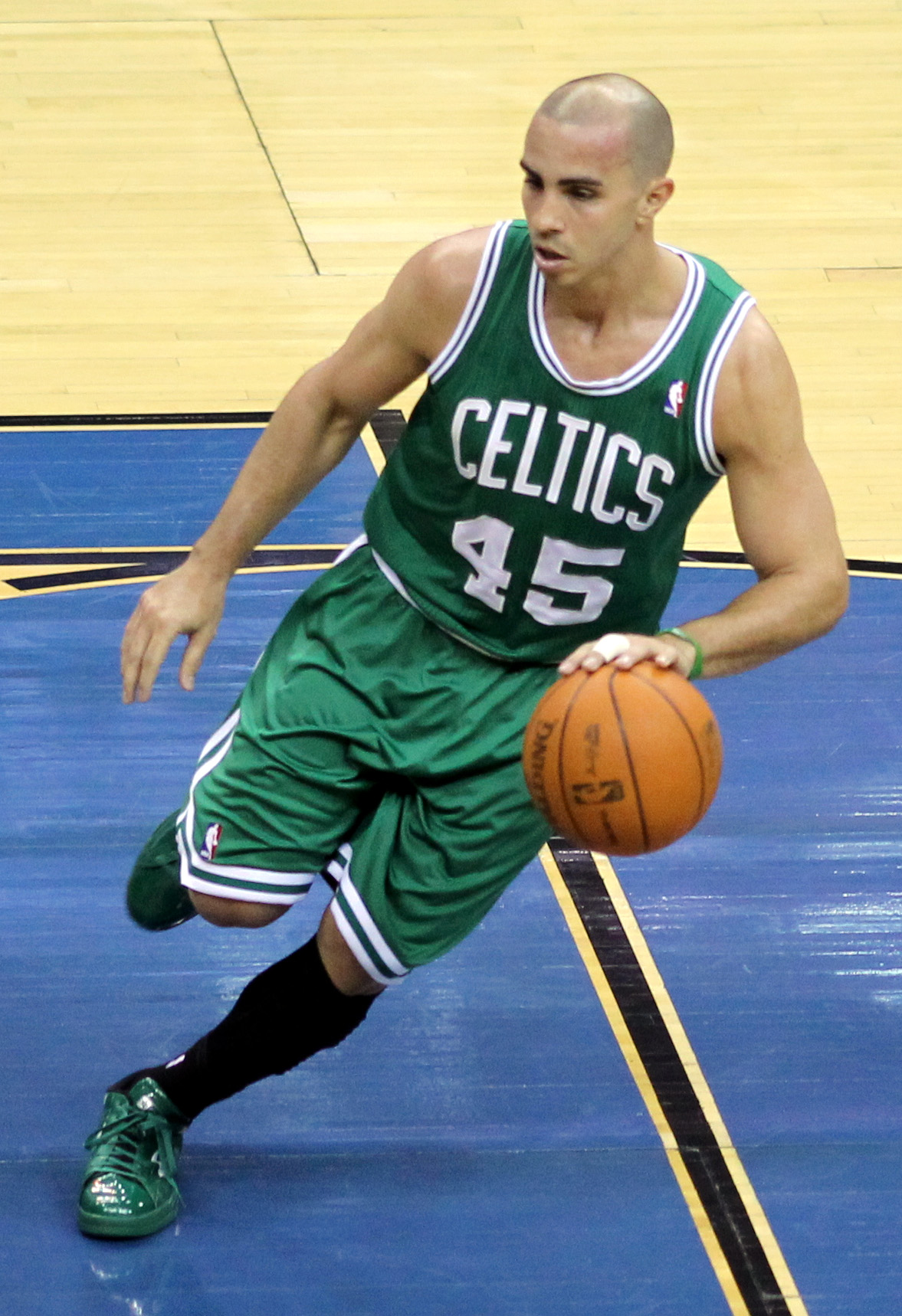
Carlos Arroyo (2001) - jucător de baschet
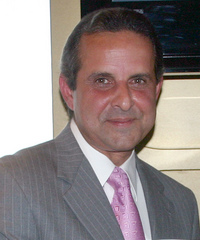
Manny Diaz (1977) - primarul orașului Miami
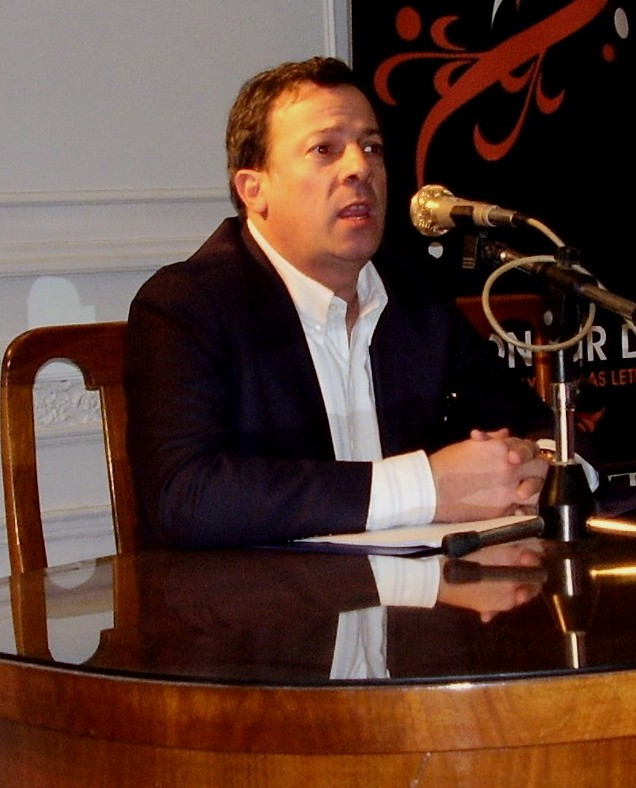
Carlos Alvarado-Larroucau - poet și prozator
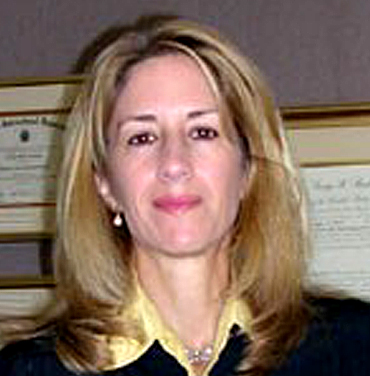
Cecilia Altonaga (1983) - judecătoare la Tribunalul Districtual al Floridei de Sud
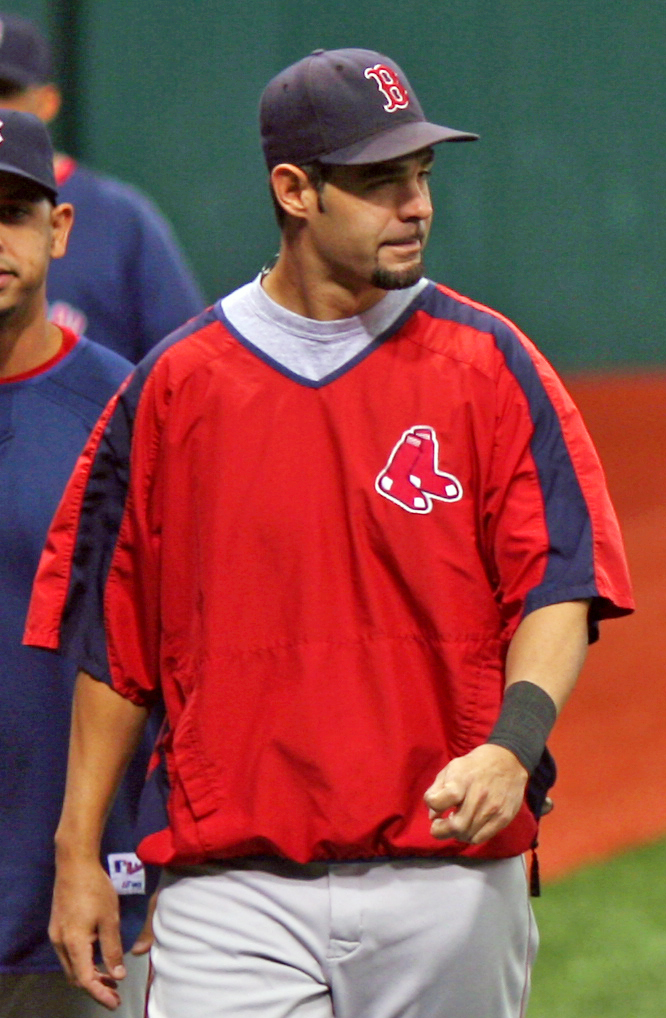
Mike Lowell (1997) - jucător de baseball
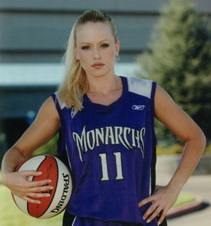
Andrea Nagy (1995) - jucătoare de baschet
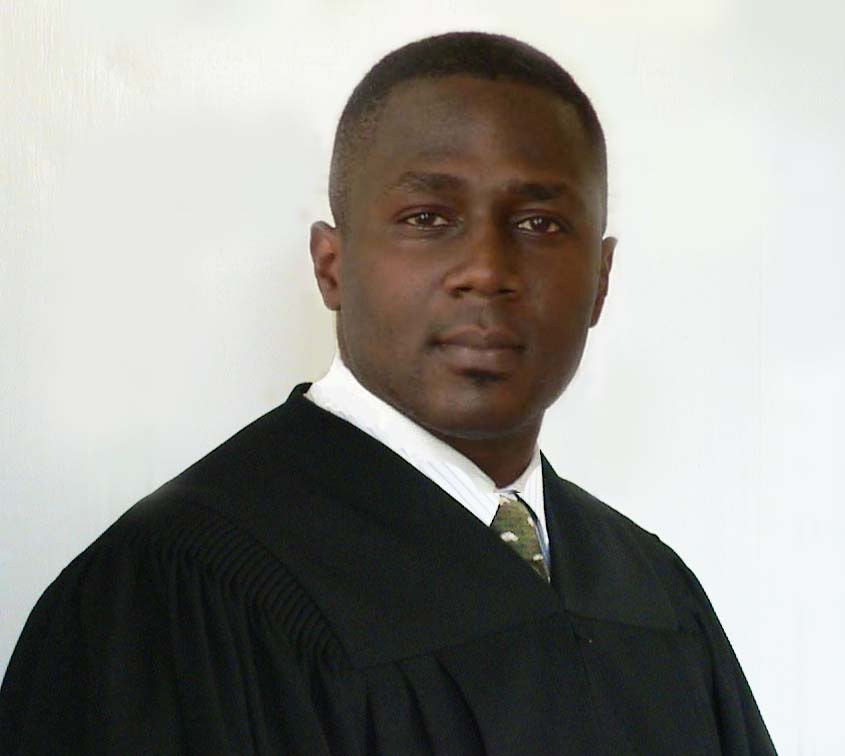
Ian Richards (1999) - judecător districtual din Florida
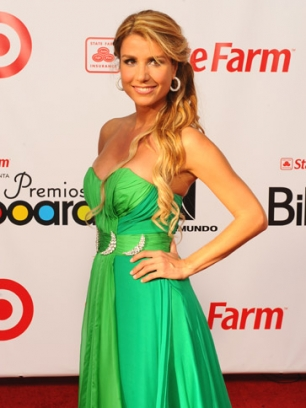
Elizabeth Pérez (2004) - jurnalistă de televiziune câștigătoare a premiului Emmy
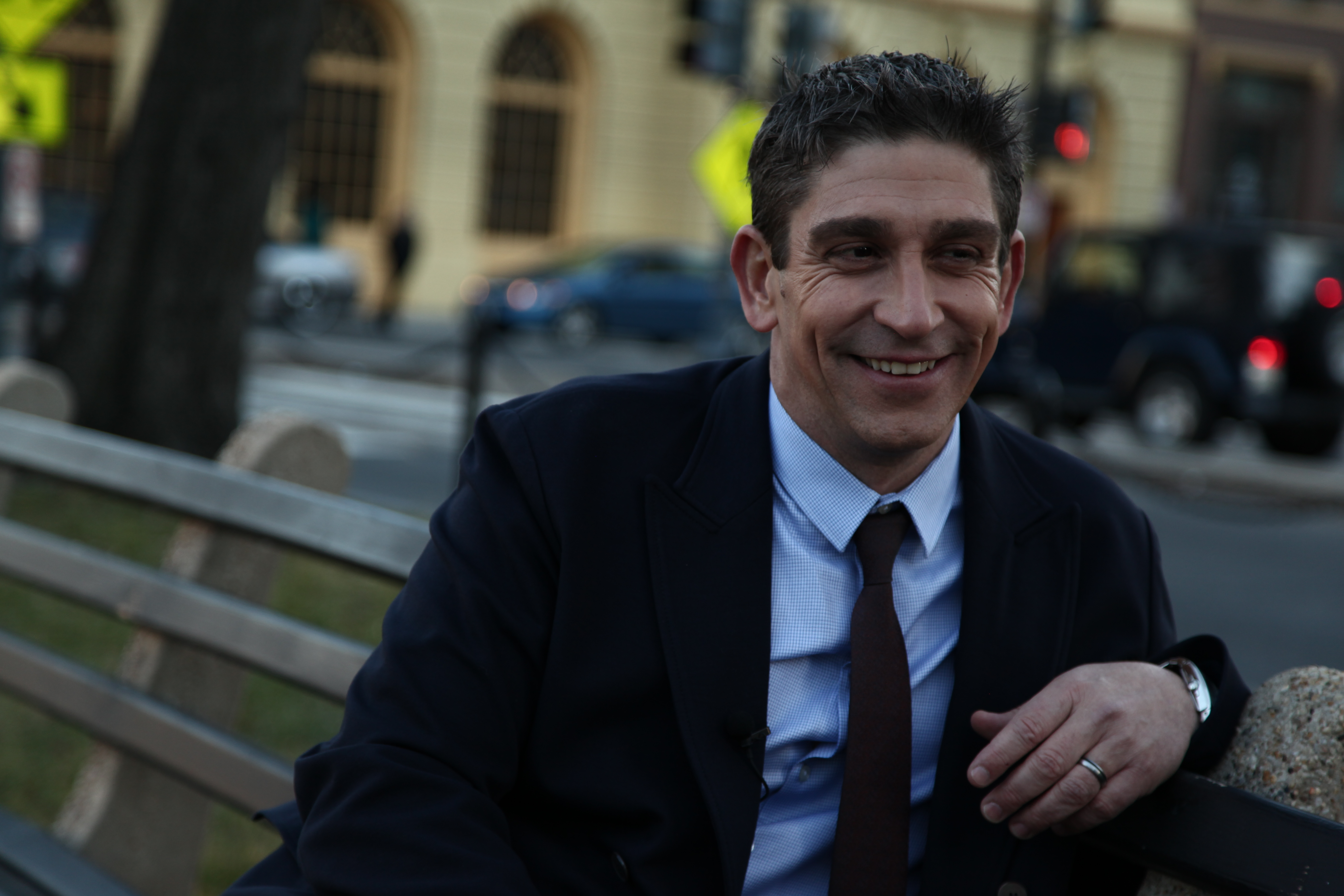
Richard Blanco (1991) - poet și autor premiat
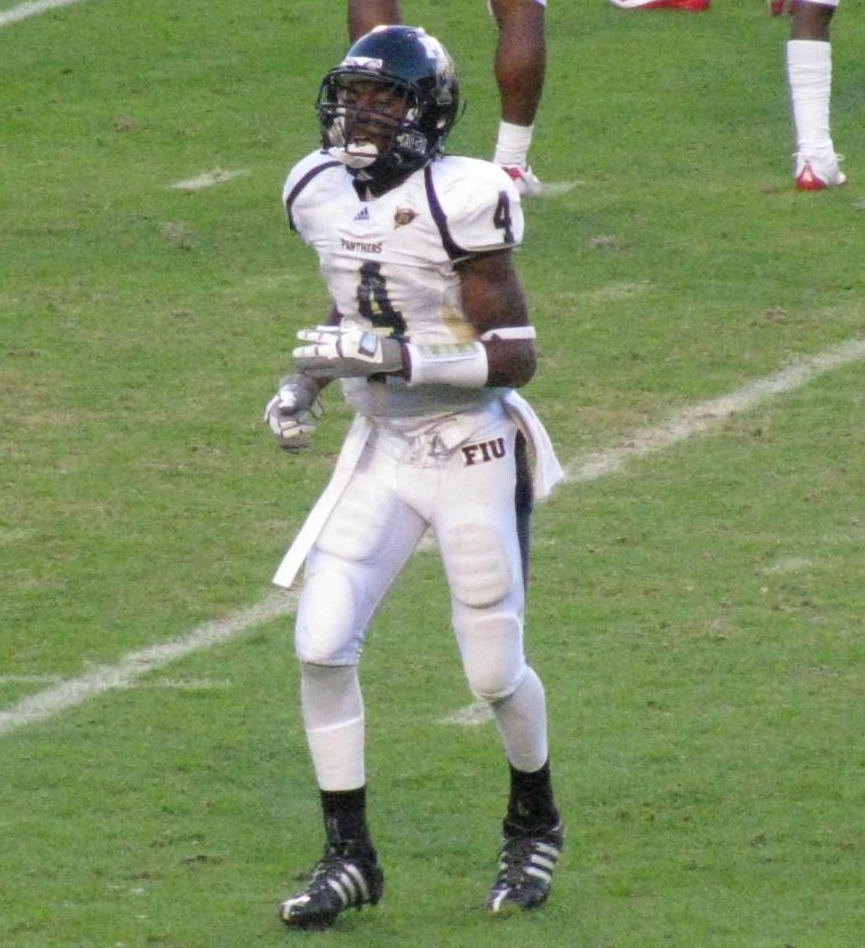
T.Y. Hilton (2012) - jucător de fotbal